# Hetepi
Hetepi byl úředníkem, královským důvěrníkem a knězem bohyně Bastety a Hatmehity. Žil v době vlády zakladatele 4. dynastie Snofrua. V Hetepiho hrobce se dochovalo i jméno správce jeho domácnosti, Nachtiho.

## Tituly
- "královský herold se silným hlasem"[4] nebo "soudce s mocným hlasem"[1]
- "jeden z velkých deseti z Horního Egypta"[4] nebo "jeden z deseti velkých domů života"[1]
- "důvěrník jatek"[4]
- "správce královských věcí" - írej íchet nísut - díky tomuto titulu víme, že patřil k nejbližšímu panovníkovu okolí[4] nebo "ten, který má na starosti záležitosti krále"[1]

## Hrobka
Hetepiho hrobka patří mezi největší soudobé stavby svého druhu. Je to nejstarší dosud objevená úřednická hrobka v Abúsíru. Zabírala plochu 1000 metrů čtverečních. Zdi se dochovaly až do výšky dva a půl metru, což znamená, že se z původní výšky tří metrů dochovalo téměř vše.